# Miszewko Garwackie (Mazovia)
Miszewko Garwackie [pronunciación en polaco: /miˈʂɛfkɔ ɡarˈvat͡skʲɛ/] es un pueblo en el distrito administrativo de Gmina Bodzanów, dentro del Distrito de Płock, Voivodato de Mazovia, en el centro-este de Polonia. Se encuentra aproximadamente 3 kilómetros al noroeste de Bodzanów, 21 kilómetros al este de Płock, y 76 kilómetros al noroeste de Varsovia, la capital nacional.